# 日本電視台週六十點連續劇
日本電視台週六十點連續劇（日语：土ドラ10），是日本電視台自2017年4月起電視台製播方針改版，原本週六九點連續劇的時段改為星期六22:00－22:54，2024年4月，又因電視台製播方針改版，在日本電視台週三連續劇(水十)時段改播綜藝節目，原水十的時段檔次改到當時星期六21:00－21:54的時段檔次，並更名為土劇9（土ドラ9）。

而該時段的新設，也不影響原先2017年4月改版的時段，原日本電視台週六連續劇時段更名為土劇10（土ドラ10）直到2024年4月原时段转为音乐节目为止。。

## 播出時間更動表
| 播出日期 | 播出日期 | 時段名         | 播出時間（JST）            |
| -------- | -------- | -------------- | -------------------------- |
| 1969.10  | 1972.09  | 週六大劇場     | 週六 21:30 - 22:26（56分） |
| 1972.10  | 1973.09  | 週六大劇場     | 週六 21:30 - 22:25（55分） |
| 1973.10  | 1975.09  | 週六大劇場     | 週六 21:00 - 21:55（55分） |
| 1975.10  | 1987.03  | 週六大劇場     | 週六 21:00 - 21:54（54分） |
| 1987.04  | 1988.03  | （中斷）       | （中斷）                   |
| 1988.04  | 1998.03  | 週六大劇場     | 週六 21:00 - 21:54（54分） |
| 1998.04  | 2017.03  | 週六連續劇     | 週六 21:00 - 21:54（54分） |
| 2017.04  |          | 週六連續劇     | 週六 22:00 - 22:54（54分） |
| 2024.04  | 2025.03  | 週六十點連續劇 | 週六 22:00 - 22:54（54分） |

## 作品列表

### 2010年代

#### 2017年
- 4月15日 - 6月17日：我命中注定的人
  - 主演：龜梨和也
  - 劇本：金子茂樹
  - 緯來節目名稱：真命天菜
- 7月8日 - 9月16日：我的彆腳丈夫
  - 主演：錦戶亮
  - 劇本：渡邊千穗
  - 緯來節目名稱：搶救老公大作戰
- 10月14日 - 12月16日：只是先出生的我（日语：先に生まれただけの僕）
  - 主演：櫻井翔
  - 劇本：福田靖

#### 2018年
- 1月13日 - 3月17日：有錢人家鳥事多
  - 主演：山田涼介（Hey! Say! JUMP）
  - 劇本：金子茂樹
- 4月14日 - 6月16日：Miss Devil 人事惡魔·椿真子
  - 主演：菜菜緒
  - 劇本：山浦雅大
- 7月14日 - 9月22日：倖存婚禮（日语：SURVIVAL WEDDING）
  - 主演：波瑠
  - 原作：大橋弘祐
  - 劇本：衛藤凛
- 10月13日 - 12月15日 ：小偷刑警 -警視廳搜查三課-（日语：ドロ刑）
  - 主演：中島健人（Sexy Zone）
  - 原作：福田秀
  - 劇本：林宏司

#### 2019年
- 1月19日 - 3月23日：Innocence 冤罪律師
  - 主演：坂口健太郎
  - 劇本：古家和尚
  - 緯來節目名稱：冤罪律師
- 4月20日 - 6月22日：我的裙子、去哪了?
  - 主演：古田新太
  - 劇本：櫻井智也、加藤拓也
- 7月13日 - 9月21日：Voice 110緊急指令室（ボイス 110緊急指令室）
  - 主演：唐澤壽明
  - 原作：馬珍媛《Voice》
  - 劇本：濱田秀哉
- 10月12日 - 12月14日：我的事說來話長（俺の話は長い）
  - 主演：生田斗真
  - 劇本：金子茂樹

### 2020年代

#### 2020年
- 1月11日 - 3月14日：Top Knife-天才腦外科醫的條件-（日语：トップナイフ-天才脳外科医の条件-）
  - 主演：天海祐希
  - 原作・劇本：林宏司
  - 緯來節目名稱：外科女帝
- 6月27日 - 9月5日：未滿警察（日语：未満警察 ミッドナイトランナー） 
  - 主演：中島健人（Sexy Zone）、平野紫耀（King & Prince）
  - 原案：金周煥《青年警察》
  - 劇本：渡邊雄介
- 10月10日 - 12月12日：35歳的少女（日语：35歳の少女）[3]（／臺譯：35歳少女[4]） 
  - 主演：柴咲幸
  - 劇本：遊川和彥
  - 緯來節目名稱：35歳少女

#### 2021年
- 1月23日－3月27日：Red Eyes 監視捜査班（日语：レッドアイズ 監視捜査班） 
  - 主演：龜梨和也（KAT-TUN）
  - 劇本：酒井雅秋（日语：酒井雅秋）、福田哲平（日语：福田哲平 (脚本家)）、まなべゆきこ（日语：まなべゆきこ）
- 4月17日 - 6月19日：喜劇開場（コントが始まる） 
  - 主演：菅田將暉
  - 劇本：金子茂樹（日语：金子茂樹）
- 7月10日 - 9月25日：VoiceII 110緊急指令室（ボイスII～110緊急指令室～） 
  - 主演：唐澤壽明
  - 原作：馬珍媛《Voice》
  - 劇本：濱田秀哉（日语：濱田秀哉）
- 10月16日 - 12月18日：二月的勝者-絕對合格教室-（二月の勝者-絶対合格の教室-）
  - 主演：柳樂優彌
  - 原作：高瀬志帆
  - 劇本：成瀬活雄

#### 2022年
- 1月15日 - 3月19日：逃亡醫F（逃亡医F） 
  - 主演：成田凌
  - 原作：伊月慶悟（原作）・佐藤マコト（作画）
  - 劇本：福原充則（日语：福原充則）
- 4月23日 - 6月25日：潘朵拉的果實 〜科學犯罪搜查檔案〜（日语：SCIS 科学犯罪捜査班） 
  - 主演：藤岡靛
  - 原作：中村啓
  - 劇本：福田哲平（日语：福田哲平 (脚本家)）、関久代（日语：関久代）
- 7月16日 - 9月24日：初戀的惡魔（初恋の悪魔） 
  - 主演：林遣都、仲野太賀
  - 劇本：坂元裕二
- 10月8日 - 12月17日：祈願病歷表～研修醫的解謎診察紀錄～ （祈りのカルテ～研修医の謎解き診察記録） 
  - 主演：玉森裕太（Kis-My-Ft2）
  - 原作：知念實希人
  - 劇本：根本非翟（日语：根本ノンジ）
  - 緯來節目名稱：祈願的病歷表

#### 2023年
- 1月14日 - 3月18日：佔領大醫院（大病院占拠）
  - 主演：櫻井翔
  - 劇本：福田哲平（日语：福田哲平 (脚本家)）、蓼內健太
- 4月22日 - 6月24日：巧克力醫生（Dr.チョコレート）
  - 企劃・原案：秋元康
  - 主演：坂口健太郎
  - 劇本：渡邊雄介
- 7月15日 - 9月23日：最好的老師（最高の教師 1年後、私は生徒に■された）
  - 主演：松岡茉優
  - 劇本：
  - 緯來節目名稱：最佳班導
- 10月14日 - 12月23日：稅調～「繳不了稅」是有原因的～（ゼイチョー〜「払えない」にはワケがある〜）
  - 原作：慎結
  - 主演：菊池風磨（Sexy Zone）
  - 劇本：三浦駿斗

#### 2024年
- 1月13日 - 3月16日：佔領新機場（新空港占拠）
  - 主演：櫻井翔
  - 劇本：福田哲平
- 4月27日 - 6月29日：照亮城市風景的人
  - 主演：森本慎太郎（SixTONES）
  - 劇本：高田亮、清水匡
- 7月13日 - 9月28日：神祕的密子小姐
  - 主演：福原遥
  - 劇本：丑尾健太郎、藤岡明子、上野詩織、
- 10月5日 - 12月14日：潛入兄妹 特殊詐欺特命搜查官
  - 主演：龍星涼、八木莉可子
  - 劇本：福田哲平

#### 2025年
- 1月18日 - 3月22日：Ensemble（アンサンブル）
  - 主演：川口春奈
  - 劇本：國吉咲貴、諸橋隼人、西岡知美

## 放送局
注：日本使用JST
| 放送對象地域   | 放送局                                     | 系列           | 放送星期・放送時間 | 備注     |
| -------------- | ------------------------------------------ | -------------- | ------------------ | -------- |
| 關東廣域圏     | 日本電視台（NTV） 『週六九點連續劇』製作局 | 日本電視台系列 | 週六 21:00 - 21:54 | 同步播出 |
| 北海道         | 札幌電視台（STV）                          | 日本電視台系列 | 週六 21:00 - 21:54 | 同步播出 |
| 青森縣         | 青森放送（RAB）                            | 日本電視台系列 | 週六 21:00 - 21:54 | 同步播出 |
| 岩手縣         | 岩手電視台（TVI）                          | 日本電視台系列 | 週六 21:00 - 21:54 | 同步播出 |
| 宮城縣         | 宮城電視台（MMT）                          | 日本電視台系列 | 週六 21:00 - 21:54 | 同步播出 |
| 秋田縣         | 秋田放送（ABS）                            | 日本電視台系列 | 週六 21:00 - 21:54 | 同步播出 |
| 山形縣         | 山形放送（YBC）                            | 日本電視台系列 | 週六 21:00 - 21:54 | 同步播出 |
| 福島縣         | 福島中央電視台（FCT）                      | 日本電視台系列 | 週六 21:00 - 21:54 | 同步播出 |
| 山梨縣         | 山梨放送（YBS）                            | 日本電視台系列 | 週六 21:00 - 21:54 | 同步播出 |
| 新潟縣         | TV新潟電視台（TeNY）                       | 日本電視台系列 | 週六 21:00 - 21:54 | 同步播出 |
| 長野縣         | 信州電視台（TSB）                          | 日本電視台系列 | 週六 21:00 - 21:54 | 同步播出 |
| 靜岡縣         | 静岡第一電視台（SDT）                      | 日本電視台系列 | 週六 21:00 - 21:54 | 同步播出 |
| 富山縣         | 北日本放送（KNB）                          | 日本電視台系列 | 週六 21:00 - 21:54 | 同步播出 |
| 石川縣         | 金澤電視台（KTK）                          | 日本電視台系列 | 週六 21:00 - 21:54 | 同步播出 |
| 中京廣域圏     | 中京電視台（CTV）                          | 日本電視台系列 | 週六 21:00 - 21:54 | 同步播出 |
| 近畿廣域圏     | 讀賣電視台（ytv）                          | 日本電視台系列 | 週六 21:00 - 21:54 | 同步播出 |
| 鳥取縣・島根縣 | 日本海電視台（NKT）                        | 日本電視台系列 | 週六 21:00 - 21:54 | 同步播出 |
| 廣島縣         | 廣島電視台（HTV）                          | 日本電視台系列 | 週六 21:00 - 21:54 | 同步播出 |
| 山口縣         | 山口放送（KRY）                            | 日本電視台系列 | 週六 21:00 - 21:54 | 同步播出 |
| 德島縣         | 四國放送（JRT）                            | 日本電視台系列 | 週六 21:00 - 21:54 | 同步播出 |
| 香川縣・岡山縣 | 西日本放送（RNC）                          | 日本電視台系列 | 週六 21:00 - 21:54 | 同步播出 |
| 愛媛縣         | 南海放送（RNB）                            | 日本電視台系列 | 週六 21:00 - 21:54 | 同步播出 |
| 高知縣         | 高知放送（RKC）                            | 日本電視台系列 | 週六 21:00 - 21:54 | 同步播出 |
| 福岡縣         | 福岡放送（FBS）                            | 日本電視台系列 | 週六 21:00 - 21:54 | 同步播出 |
| 長崎縣         | 長崎國際電視台（NIB）                      | 日本電視台系列 | 週六 21:00 - 21:54 | 同步播出 |
| 熊本縣         | 熊本縣民電視台（KKT）                      | 日本電視台系列 | 週六 21:00 - 21:54 | 同步播出 |